# Mi general
Mi general és una pel·lícula espanyola del 1987 dirigida per Jaime de Armiñán amb guió del propi Armiñán i Fernando Fernán Gómez, qui també en fou un dels actors. Fou rodada a Girona i al casino de l'Aliança del Poblenou. Fou nominada al Goya al millor muntatge.

## Argument
Un grup de generals d'avançada edat es veuen obligats a assistir un curset sobre les modernes tècniques de la guerra espacial per a posar-se al dia. Els professors són cinc capitans joves i molt capacitats. Aviat sorgeixen els conflictes perquè els generals no accepten de bon grat que militars de rang inferior els donin lliçons, i fins i tot comencen a comportar-se com a adolescents dins les aules, copien als exàmens, protesten per les habitacions, un d'ells fa campana i un altre de delator.

## Repartiment
- Fernando Rey	- Director Almirante
- Fernando Fernán Gómez - General Mario del Pozo
- Héctor Alterio - General Víctor Mendizábal
- Mònica Randall - Beatriz Palomares
- José Luis López Vázquez - General Torres
- Rafael Alonso -	General Izquierdo
- Joaquim Kremel - Capità Antonio Sarabia
- Álvaro de Luna - Comandant Barbadillo
- Alfred Lucchetti - General Álvaro Piñeiro
- Joan Borràs - Tinent Coronel Pazos
- Manuel Torremocha - General Serrano
- Juanjo Puigcorbé - Capità Eusebio Pujol
- Amparo Baró - Senyora Crespo
- Mercedes Alonso - Pepa